# Katip Kasım
Katip Kasım est l'un des 57 quartiers du district de Fatih sur la rive européenne d'Istanbul, en Turquie. En 2014, sa population s'élève à 1 938 habitants.

## Transports
Le quartier est desservi par la station Yenikapı des lignes M1 et M2 du métro d'Istanbul en correspondance avec la gare de Yenikapı du Marmaray.